# Kaplonyi Károly
Kaplonyi Károly (Budapest, 1918. július 31. – Budapest, 1971. január 22.) agrármérnök, író, kiadói szerkesztő.

## Életpályája
Kaplonyi (Katz) Jenő (1882–1955) lakatosmester és Kohn Katalin (1887–1971) fia. Középiskolai tanulmányait a Pesti Izraelita Hitközség gimnáziumban végezte, ahol 1935-ben érettségizett. Ezt követően a Brünni Műszaki Főiskolán tanult, azonban az 1939-es német bevonulás miatt meg kellett szakítania ottani tanulmányait és hazatért. 1942-ig tisztviselő, majd szövőgyári munkás volt. A második világháborúban egy ideig munkaszolgálatot teljesített, megszökött, a háború vége a pesti gettóban érte.
1951-ben agrármérnöki diplomát, 1969-ben doktori címet szerzett a Gödöllői Agrártudományi Egyetemen. 1951-től a Duna–Tisza-közi Öntöző Vállalat segédagronómusaként tevékenykedett. 1952-től a Mezőgazdasági Kiadónál dolgozott, korrektor, később lektor, végül felelős szerkesztő volt. 1968–1971 között szerkesztette a Tudomány és Mezőgazdaság című folyóiratot.
Felesége Benedikt Jenő és Schőn Etel lánya, Katalin volt, akit 1939. augusztus 29-én Budapesten, a Terézvárosban vett nőül.

## Főbb munkái
- Mezőgazdasági kiskalauz. A legfontosabb mezőgazdasági fogalmak és szakkifejezések magyarázata (Budapest, 1962)
- Talajerőgazdálkodás (Budapest, 1965)
- Vidám tanfolyam a növények táplálkozásáról (Budapest, 1965)

## Díjai, elismerései
- Szocialista Kultúráért (1962)